# Lim Kim
Lim Kim (Nome coreano: Kim Ye-rim; Hangul: 김예림; Hanja: 金藝琳, nascida em 21 de janeiro de 1994) é uma cantora sul-coreana e integrante do duo musical Togeworl com Do Dae-yoon. Ela participou do Superstar K3, cantando na competição como integrante do Togeworl, ficando em terceiro lugar. Em 2013 Kim estreou como cantora solo.

## Biografia
Kim nasceu na Coreia do Sul. No ensino médio, ela decidiu ir para o exterior, frequentando a Leonia High School, em Nova Jérsei. Enquanto frequentava o ensino médio em 2011, ela ouviu falar sobre as audições em Nova Iorque para a competição de canto sul-coreana Superstar K3. Ela convidou um colega coreano, Do Dae-Yoon, que era conhecido como um grande guitarrista na escola, para fazer um teste em conjunto, mesmo que não o conhecendo bem. Ele concordou, e eles formaram o duo Togeworl. Togeworl conseguiu passar no teste, e partiram para Seul a fim de competir. O duo foi bem sucedido, e foi escolhido para ser orientado pelo cantor e compositor Yoon Jong-shin. Por fim, eles terminaram em terceiro lugar na competição, atrás de Ulala Session e Busker Busker.
Após a competição, Kim e Do permaneceram na Coreia do Sul, onde continuaram a receber formação musical, e assinaram um contrato com a Mystic89. Togeworl lançou sua primeira canção em fevereiro de 2012 para a trilha sonora do drama The Romantic, da TVN. Kim continuou o ensino médio em Bundang-gu, Seul, em março de 2012.
Em março de 2012, Kim fez uma aparição no drama Shut Up Flower Boy Band, e lançou a canção para a trilha sonora, "Love U Like U", que foi um dueto com L, da boy band Infinite.
Embora Togeworl planejasse estrear em 2013, Do Dae-yoon teve que retornar aos Estados Unidos, devido a questões com o ensino médio. Devido a isso, foi decidido que Kim deveria estrear como artista solo antes de reunir-se como um duo.
Em junho de 2013, Kim lançou o extended play A Voice, cuja faixa principal é "All Right". A canção foi um sucesso, alcançando a segunda posição na parada de singles da Gaon. Desde então, ela lançou um segundo EP em setembro, Her Voice, e um álbum de estúdio em novembro, chamado Goodbye 20.

## Discografia

### Álbum
| Goodbye 20                                                                                   | - Lançamento: 18 de novembro de 2013 - Gravadora: Mystic89 - Distribuidora: CJ E&M - Formatos: CD, download digital | 13 | - KOR: 1.900 |
| "—" indica lançamentos que não figuraram nas paradas ou que não foram lançados nessa região. | |    |              |

### EPs
| A Voice                                                                                      | - Lançamento: 17 de junho de 2013 - Gravadora: Mystic89 - Distribuidora: CJ E&M - Formatos: CD, download digital   | 15 | - KOR: 1.600 |
| Her Voice                                                                                    | - Lançamento: 9 de setembro de 2013 - Gravadora: Mystic89 - Distribuidora: CJ E&M - Formatos: CD, download digital | 16 | - KOR: 2.000 |
| Simple Mind                                                                                  | - Lançamento: 27 de abril de 2015 - Gravadora: Mystic89 - Distribuidora: CJ E&M - Formatos: CD, download digital   | 16 | - KOR: 1.400 |
| Generasian                                                                                   | - Lançamento: 15 de outubro de 2019 - Gravadora: LIM COMPANY/Independent - Formatos: streaming, download digital   | —  | —            |
| "—" indica lançamentos que não figuraram nas paradas ou que não foram lançados nessa região. | |    |              |

### Singles
| Ano                                                                                          | Título                                        | Melhores posições | Melhores posições | Vendas                | Álbum                                 |
| Ano                                                                                          | Título                                        | KOR               | Hot 100 K-Pop     | Vendas                | Álbum                                 |
| -------------------------------------------------------------------------------------------- | --------------------------------------------- | ----------------- | ----------------- | --------------------- | ------------------------------------- |
| 2012                                                                                         | "Love U Like U" (L e Kim Ye-Rim)              | 27                | 48                | - KOR (DL): 233.000   | Shut Up Flower Boy Band OST Part 5    |
| 2013                                                                                         | "Colorring" (컬러링)                          | 16                | 7                 | - KOR (DL): 423.000   | A Voice                               |
| 2013                                                                                         | "All Right"                                   | 2                 | 3                 | - KOR (DL): 1.062.000 | A Voice                               |
| 2013                                                                                         | "Rain"                                        | 5                 | 7                 | - KOR (DL): 359.000   | Her Voice                             |
| 2013                                                                                         | "Voice" (feat. Swings)                        | 7                 | 14                | - KOR (DL): 273.000   | Her Voice                             |
| 2013                                                                                         | "I'm Asking You" (부탁할게요)                 | 85                | —                 | - KOR (DL): 54.000    | The Suspicious Housekeeper OST Part 2 |
| 2013                                                                                         | "Goodbye 20"                                  | 12                | 18                | - KOR (DL): 200.000   | Goodbye 20                            |
| 2013                                                                                         | "Happy Me" (행복한 나를)                      | 4                 | 3                 | - KOR (DL): 260.000   | Reply 1994 OST Part 5                 |
| 2014                                                                                         | "Roommate" (룸메이트) (Kim Ye-Rim e Eddy Kim) | —                 | —                 |                       | Roommate OST Part 1                   |
| 2015                                                                                         | "Awoo"                                        | 22                | —                 |                       | Simple Mind                           |
| 2015                                                                                         | "Love Game (Almyeon Dachyeo)" (알면 다쳐)     | 29                | —                 |                       | Simple Mind                           |
| "—" indica lançamentos que não figuraram nas paradas ou que não foram lançados nessa região. |                                               |                   |                   |                       |                                       |

#### Outras canções
| Ano  | Título                                                 | Melhores posições | Melhores posições | Álbum       |
| Ano  | Título                                                 | KOR               | Hot 100 K-Pop     | Álbum       |
| ---- | ------------------------------------------------------ | ----------------- | ----------------- | ----------- |
| 2013 | "Like You Know It All" (잘 알지도 못하면서)            | 25                | 31                | A Voice     |
| 2013 | "Carol's Wonderland" (캐럴의 말장난)                   | 68                | —                 | A Voice     |
| 2013 | "All Right (East4A Soulful Mix)"                       | 179               | —                 | —           |
| 2013 | "Say Love" (사랑한다 말해요)                           | 66                | 61                | Her Voice   |
| 2013 | "Urban Green" (versão em coreano)                      | 81                | —                 | Her Voice   |
| 2013 | "Drunken Shrimp"                                       | 87                | —                 | Her Voice   |
| 2013 | "Truth Never Matters" (언제 진실이 중요했던 적 있었니) | 88                | —                 | Her Voice   |
| 2013 | "Urban Green" (versão em inglês)                       | 134               | —                 | Her Voice   |
| 2013 | "What to Do with You" (널 어쩌면 좋을까)               | 57                | 40                | Goodbye 20  |
| 2015 | "Wind" (바람아 Balama) (feat. Beenzino)                | 63                | —                 | Simple Mind |

## Filmografia

### Televisão
| Ano  | Título                  | Papel                        | Rede de TV |
| ---- | ----------------------- | ---------------------------- | ---------- |
| 2014 | Entertain Us            | Ela mesma                    | Mnet       |
| 2013 | Running Man             | Ela mesma                    | SBS        |
| 2013 | Monstar                 | Choi Kyung (jovem)           | Mnet       |
| 2012 | Shut Up Flower Boy Band | Ye-Rim (personagem fictícia) | TVN        |
| 2012 | Superstar K3            | Ela mesma                    | Mnet       |

## Prêmios e indicações
| Ano  | Prêmio                              | Categoria                     | Resultado |
| ---- | ----------------------------------- | ----------------------------- | --------- |
| 2013 | 5º Melon Music Awards               | Melhor Iniciante              | Venceu    |
| 2013 | 15º Mnet Asian Music Awards         | Melhor Novo Artista Feminino  | Indicado  |
| 2014 | 28º Golden Disk Awards              | Melhor Iniciante              | Venceu    |
| 2014 | 20º Korea Entertainment Arts Awards | Prêmio de Artista de Balada   | Venceu    |
| 2014 | 16º Mnet Asian Music Awards         | Melhor Trilha Sonora Original | Indicado  |